# Байло, Сергей Ильич
Серге́й Ильи́ч Ба́йло (17 ноября 1892 — 20 ноября 1937) — офицер Русской императорской армии, военный деятель периода гражданской войны 1918—1922 гг. Доктор военных наук, комбриг.

## Биография
Родился на хуторе Писарщина Свиридовской волости Лохвицкого уезда Полтавской губернии, украинец.
В 1913 году окончил реальное училище в Воронеже и поступил юнкером в Николаевское кавалерийское училище в Санкт-Петербурге.
В 1914 году досрочно закончил обучение в училище и выпущен корнетом в Приморский драгунский полк, в составе которого участвовал в Первой мировой войне (в русской армии значился как «Ба́йлов»). За боевые отличия награждён тремя боевыми орденами. Последний чин в «старой армии» — штабс-ротмистр.
С января 1918 по декабрь 1919 — в составе вооружённых сил Украинской Державы и Украинской Народной Республики.
В январе—феврале 1918 — адъютант командира Гайдамацкого Коша Слободской Украины Симона Петлюры. Принимал участие в боях за Киев с советскими войсками под командованием Михаила Муравьёва.
С 17 марта 1918 — помощник командира 3-го Гайдамацкого полка в составе Запорожской дивизии В. Сикевича, принимал участие, совместно с немецкими войсками, вступившими на Украину, в вытеснении украинских советских войск из городов Лубны, Конотопа, Полтавы, Харькова.
Был членом чрезвычайного военно-полевого суда по делам пленных большевиков. С апреля 1918 — помощник командира 3-го Киевского конного полка армии УНР.
После прихода к власти гетмана Скоропадского и провозглашения Украинской державы вступил в её армию. После ликвидации Украинской державы перешёл на сторону восстановленной Украинской Народной Республики.
С 1 января 1919 — есаул при военном министре УНР генерале А. Грекове. С 14 февраля 1919 — находился в распоряжении  Наказного Атамана. С апреля 1919 — помощник командира кавалерийского полка «сечевых стрельцов», одной из наиболее боеспособных частей армии Украинской Народной Республики.
В октябре 1919 назначен командиром этого же полка.
В декабре 1919 во главе бо́льшей части своего полка присоединился к войскам атамана Волоха, объявившего о переходе на сторону Красной Армии. Впоследствии — командир 2-го Гайдамацкого конного полка в составе Украинской коммунистической армии, сформированной Волохом из остатков Надднепрянской армии УНР, и которая в феврале 1920 воссоединилась с Красной Армией. Конный полк Байло С. И. был влит в 60-ю стрелковую дивизию РККА.
В составе 60-й стрелковой дивизии РККА Байло С. И. занимался формированием дивизионной кавалерии, после чего был назначен командиром конного полка, затем конной бригады 60-й стрелковой дивизии (так называемые «байловцы»).
С декабря 1920 — командир 7-го конного полка корпуса Червонного казачества Красной Армии. Позже был помощником командира 17-й кавалерийской дивизии Червонного казачества Григория Котовского.
Принимал участие в Советско-польской войне, затем в подавлении восстаний махновцев, антоновцев, петлюровцев.
С 1922 по 1925 — командир кавполка 24-й «Самарской» стрелковой дивизии, отдельной кавалерийской бригады Г. И. Котовского, командир 1-й, а затем 1-й бригады 3-й «Бессарабской» кавалерийской дивизии.
С 1925 — начальник кафедры тактики Военно-технической академии (Москва). Доктор военных наук.
С 1932 — начальник штаба 2-го кавалерийского корпуса имени Григория Ивановича Котовского.
12 сентября 1937 был арестован по обвинению в участии в военно-фашистском заговоре.
Во время следствия на допросах особое внимание уделялось встречам С. Байло с Григорием Сиротенко и Емельяном Волохом в 1920—1930-х годах.
19 ноября 1937 года приговорен к высшей мере наказания — расстрелу. Расстрелян в Киеве.
19 октября 1959 года реабилитирован.
Жена — Елизавета Константиновна Байло (1903 г.р.) приговорена в январе 1938 года как член семьи изменника Родины к восьми годам лагерей.

## Награды
- Орден Святой Анны 4-й степени с надписью «За храбрость» (утв. ВП от 26.06.1916)
- Орден Святого Станислава 3-й степени с мечами и бантом (утв. ВП от 26.06.1916)
- Орден Святой Анны 3-й степени с мечами и бантом (утв. ВП от 25.01.1917)

Награждён двумя орденами Красного Знамени РСФСР:
- «Утверждается присуждение на основании приказов РВСР 1919 г. № 511 и 2322 ордена Красного Знамени… Революционным военным советом 14-й армии командиру кавалерийского полка 16-й стр. дивизии Бойло (так в приказе) Сергею Ильичу за отличия, оказанные им в боях с врагами социалистического Отечества в период времени с 1919 года по май 1920 года»
- Вторично… «Революционным военным советом Киевского ВО командиру кавалерийского полка 60-й стр. дивизии Бойло (так в приказе) Сергею Ильичу за отличие в бою 18.09.20 г. в районе Бжешаны, Денисов, Триполье, Волочиск» (Приказ РВС СССР № 150 от 08.10.23).